# Rio Berheci
O Rio Berheci é um rio da Romênia afluente do Rio Bârlad, localizado no distrito de Bacău,

Vrancea,
Galaţi.